# Jakarta Challenger
Il Jakarta Challenger è stato un torneo professionistico maschile di tennis giocato su campi in cemento. Faceva parte delle ATP Challenger Series. Si giocava annualmente a Giacarta in Indonesia dal 1989 al 1994.

## Albo d'oro

### Singolare
| Anno     | Campione          | Finalista       | Punteggio     |
| -------- | ----------------- | --------------- | ------------- |
| 1989     | Nick Brown        | James Turner    | 7–5, 6–4      |
| 1990     | Horst Skoff       | Chris Garner    | 7–6, 4–6, 6–1 |
| 1990 (2) | Mark Keil         | Scott Patridge  | 6–4, 6–2      |
| 1991     | Václav Roubíček   | Simon Youl      | 6–3, 3–6, 6–3 |
| 1991 (2) | Mario Visconti    | Douglas Geiwald | 6–3, 1–6, 6–2 |
| 1992     | Claudio Pistolesi | Simon Youl      | 1–6, 6–3, 6–2 |
| 1993     | Sébastien Lareau  | Mark Petchey    | 6–2, 3–6, 7–6 |
| 1994     | Mahesh Bhupathi   | Igor Sarić      | 6–2, 4–6, 6–4 |

### Doppio
| Anno     | Campioni                          | Finalisti                         | Punteggio     |
| -------- | --------------------------------- | --------------------------------- | ------------- |
| 1989     | Mihnea Năstase Brian Page         | Neil Borwick Steve Furlong        | 3–6, 6–3, 7–6 |
| 1990     | Eric Amend Tom Mercer             | Adam Malik Joseph Russell         | 6–4, 6–7, 6–3 |
| 1990 (2) | Mike Briggs David Harkness        | Suharyadi Suharyadi Bing-Chao Lin | 6–2, 7–6      |
| 1991     | Massimo Ardinghi Massimo Boscatto | Peter Carter Nicklas Kroon        | 5–7, 6–4, 7–6 |
| 1991 (2) | Mike Briggs Trevor Kronemann      | John Sullivan Vince Van Gelderen  | 5–7, 6–3, 7–5 |
| 1992     | Mark Koevermans Leonardo Lavalle  | Jacco Eltingh Tom Kempers         | walkover      |
| 1993     | Lan Bale David Nainkin            | Mathias Huning Adam Malik         | 6–7, 7–6, 7–6 |
| 1994     | Andrew Foster Danny Sapsford      | Mahesh Bhupathi Leander Paes      | walkover      |